# 近藤積
近藤 積（こんどう つもる、1916年8月19日 - 1989年12月14日）は、日本の演出家、音楽評論家、NHKディレクター・プロデューサー、音楽部長。NHKテレビ草創期のディレクターで、『NHK紅白歌合戦』の創設を始め、『今週の明星』、『懐かしのメロディー』など多くの歌謡番組を手掛けた。

## 生涯
広島県出身。1940年日本大学卒業後、当時社団法人だったNHKに入局。
当初から音楽番組の担当で、終戦年の1945年、大晦日に放送するラジオの大型音楽番組の企画を担当。スポーツの対抗戦の形をとり男女が紅白に分かれて戦うという構想で『紅白音楽合戦』を立案した。こうした発想は当時としては非常に斬新なものだった。しかしGHQが「敗戦国がバトルとは何事だ」との判断を下したため、『紅白音楽試合』というタイトルで放送された。当初はこの1回だけの放送の予定だったが、あまりの好評から5年後の1951年、新たに『紅白歌合戦』としてスタートしたものが、紅白の第1回となる。その後、開局したばかりのテレビでも中継されることになったので、テレビ向けに豪華な舞台が演出された。13回目までディレクターを務めた。任期中、童謡歌手・川田正子の「汽車ポッポ」が戦時童謡であったため、作詞者・富原薫に歌詞への変更を依頼したことでも知られる。
第4回から大晦日の放送が定着した理由について近藤は「テレビジョンがはじまるとともに、『紅白』の人気は一段と高まってきた。観覧希望者も多くなってきたので、スタジオではせまい。どこか大劇場を借りてやろう、という計画になったのだが、正月に貸してくれる劇場など、どこにもなかった。正月はどこもかき入れだ。劇場があいているわけがない。いろいろあたってみると、正月は駄目だが、大晦日なら、という返事があった。それじゃ、大晦日でいくか、てなことで、第4回から『紅白は大晦日』になった次第」と述べている。宮田輝は「『紅白』が、こんなにも盛んになったのは、大晦日という"とき"が大きくものをいっている、と考えられる、一年の締めくくりとしての意義に支えられている点は見逃せない。いまになれば、怪我の功名ともとれるが、断を下した近藤さんに、私は敬意を表し、賛辞を呈したい」と述べている。
その他、戦後すぐ一流ジャズメンを起用した『ニュー・パシフィック・アワー』をスタートさせたほか、東京放送管弦楽団のピックアップ・メンバーによる『世界の音楽』や1953年2月1日のNHKのテレビ本放送開始記念番組『今週の明星』、『希望音楽会』、『花の銀座』、『懐かしのメロディー』、『きらめくリズム』などテレビ草創期の多くの人気音楽番組を手掛けた。後NHK音楽部長に就任し1964年東京オリンピックのテレビ放送の音楽などNHK番組の音楽担当として活躍した。その後も晩年までNHK会友、演出審議委員などの役職を務めた。
著書に『にっぽんの流行歌』（二見書房、1979年）がある。

## 演じた俳優
- 松山ケンイチ（NHK総合テレビ『紅白が生まれた日』役名：新藤達也 2015年3月21日）
- 岡村隆史 (NHK総合テレビ『第69回NHK紅白歌合戦』2018年12月31日)